# L'Aube (Wiesel)
Pour les articles homonymes, voir L'Aube.
L'Aube est le premier roman d'Elie Wiesel, publié en 1961. Parfois considéré comme la suite de La Nuit, le récit que fait Elie Wiesel de son expérience concentrationnaire lors de la Shoah, L'Aube est une œuvre de fiction.

## Résumé
Par une nuit typique de la Palestine sous mandat britannique, le jeune Elisha médite au sujet du meurtre qu'il devra exécuter à l'aube.
Elisha, survivant d'Auschwitz et de Buchenwald, y a tout perdu, y compris sa famille, son maître en Kabbale, et sa part d'enfance. Installé à Paris, où il cherche à comprendre l'indicible dans les cours de philosophie dispensés à la Sorbonne, il est recruté par Gad, émissaire d'un groupe sioniste terroriste, décidé à chasser les Britanniques de ce qu'il considère comme le foyer national du peuple juif. Elisha est initié aux armes et entraîné aux opérations terroristes. Il apprend à haïr son ennemi, ce qui est aux antipodes du judaïsme traditionnel.
Le membre d'un commando de l'organisation à laquelle Elisha n'appartient pas encore, David ben Moshe, a été capturé lors d'une opération de vol d'armes, et doit être pendu à l'aube. Le groupe capture alors un officier britannique, nommé John Dawson, à titre d'otage, afin de faire relâcher Ben Moshe. Au terme d'un bras de fer, dans lequel intervient l'opinion publique, le gouvernement britannique décide néanmoins d'exécuter le terroriste. Le meurtre de l'officier britannique apparaît dès lors comme inévitable, et c'est Elisha qui est désigné pour l'accomplir.
Le roman, comprenant de nombreux apologues kabbalistiques, se focalise sur la tension interne d'Elisha, en lutte avec lui-même et avec son passé. Au point culminant du livre, alors qu'il a appuyé sur la gâchette, c'est lui-même qu'il tue symboliquement : « Ça y est. J'avais tué Elisha. »

## Analyse
Le nom du personnage principal, Elisha, dérive du prénom de l'auteur lui-même, Eliezer, qui créant ce double littéraire, « prédit » ce qu'aurait pu être sa vie. Il contient aussi de nombreuses réflexions sur la mort et le don de la mort.

## Adaptations cinématographiques
Le roman a été adapté à deux reprises pour le grand écran:
- 1985 L'Aube de Miklós Jancsó, une coproduction franco-hongroise avec Michael York, Philippe Léotard et Christine Boisson.
- 2014 L'Aube (Dawn) de Romed Wyder, une coproduction Suisse-Angleterre-Allemagne-Israël avec Jason Isaacs, Joel Basman et Sarah Adler.